# ماریای یوگسلاوی
ماریا یوگسلاوی (به صربی:Marija Karađorđević؛ 6 ژانویه ۱۹۰۰-۲۲ ژوئن ۱۹۶۱) همسر شاه الکساندر یکم و ملکه یوگسلاوی بود. او در اصل شاهزاده رومانیایی بود.

## ازدواج و فرزندان
او در ۸ ژوئن ۱۹۲۲ میلادی در بلگراد با الکساندر اول، شاه یوگسلاوی ازدواج کرد و صاحب سه پسر شد:
- شاه پتر دوم (۱۹۲۳–۱۹۷۰)
- شاهزاده تیموسلاو (۱۹۲۸–۲۰۰۰)
- شاهزاده آندره (۱۹۲۹–۱۹۹۰)

به دنبال ترور الکساندر اول در مارسی فرانسه در ۱۹۳۴، بزرگترین پسر ماریا یعنی پتر دوم به حکومت رسید. او در ۱۹۴۱ لقب ملکه مادر یوگسلاوی را گرفت. او بعداً به مزرعه‌ای در انگلستان رفت و در آنجا زندگی آرامی را پشت سر گذارد. او بسیار تحصیل کرده بود؛ به طوری که، به چندین زبان به راحتی صحبت می‌کرد و نقاش خوبی بود. وی حتی می‌توانست رانندگی کند؛ چیزی که در آن زمان میان اعضای مونث خاندان‌های سلطنتی عجیب به نظر می‌آمد.
او سرانجام در ۲۲ ژوئن ۱۹۶۱ میلادی در تبعید در لندن درگذشت. جسد او را در قلعه ویندسور دفن کردند و در آوریل ۲۰۱۳ میلادی به صربستان منتقل نمودند.

## کارهای بشردوستانه
ملکه ماریا یوگسلاوی در کارهای بشر دوستانه شرکت می‌کرد و از همین نظر، مورد احترام مردم صربستان حتی در عصر حاضر می‌باشد. به یاد او خیابان‌های فراوانی به نامش ثبت گردیده است مانند Ulica kraljice Marije یا خیابان ملکه ماریا.